# Ganj Muradabad
Ganj Muradabad é uma cidade e uma nagar panchayat no distrito de Unnao, no estado indiano de Uttar Pradesh.

## Demografia
Segundo o censo de 2001, Ganj Muradabad tinha uma população de 9377 habitantes. Os indivíduos do sexo masculino constituem 53% da população e os do sexo feminino 47%. Ganj Muradabad tem uma taxa de literacia de 38%, inferior à média nacional de 59.5%: a literacia no sexo masculino é de 44% e no sexo feminino é de 31%. Em Ganj Muradabad, 18% da população está abaixo dos 6 anos de idade.